# Merinotus melanosoma
Merinotus melanosoma är en stekelart som först beskrevs av Brulle 1846.  Merinotus melanosoma ingår i släktet Merinotus och familjen bracksteklar. Inga underarter finns listade i Catalogue of Life.